# Michael Dillon
Laurence Michael Dillon (1 de mayo de 1915 - 15 de mayo de 1962) fue un médico británico y el primer hombre trans en someterse a una faloplastia. Su hermano, Sir Robert Dillon, fue el octavo Barón de Lismullen en Irlanda.

## Trayectoria y transición
Fue el segundo hijo de Robert Arthur Dillon (1865–1925), heredero de la baronía de Lismullen, y de su esposa australiana, Laura Maud McCliver, de soltera Reese. La madre de Dillon murió de sepsis diez días después de dar a luz. Dillon, asignado como mujer al nacer, fue criado con su hermano mayor Bobby por sus dos tías en la ciudad de Folkestone en Kent, Inglaterra.
Dillon estudió en St Anne's College, Oxford. Fue presidente del Club Náutico Femenino de la Universidad de Oxford y ganó un premio University Sporting Blue por remo (deporte), compitiendo en la Carrera de botes femeninos en 1935 y 1936. Después de graduarse, consiguió trabajo en un laboratorio de investigación en Bristol.
Dillon siempre había estado mucho más cómodo con ropa de hombre y se sentía más cómodo y seguro de sí mismo como hombre. En 1939, buscó tratamiento con el Dr. George Foss, que había estado experimentando con testosterona para tratar el sangrado menstrual excesivo; en ese momento, los efectos masculinizantes de dicha hormona eran poco conocidos. Foss le proporcionó a Dillon píldoras de testosterona, pero insistió en que primero consultara a un psiquiatra, que se dedicó a chismorrer sobre el deseo de Dillon de convertirse en hombre, de modo que pronto la historia se extendió por toda la ciudad. Dillon huyó a Bristol y consiguió trabajo en un garaje. Las hormonas pronto le permitieron presentarse como hombre, y finalmente el gerente del garaje insistió al resto de empleados que se refirieran a Dillon como "él" para evitar confundir a los clientes. Dillon fue ascendido a conductor de grúa y actuó también como vigilante de incendios durante los bombardeos Blitz.
Dillon sufría de hipoglucemia, y en dos ocasiones se hizo daño en la cabeza a resultas de caídas cuando se desmayaba por haberle bajado el nivel de azúcar en la sangre. Mientras estaba en la enfermería real recuperándose del segundo de estos ataques, llamó la atención de uno de los pocos practicantes de cirugía plástica del mundo. El cirujano realizó una mastectomía doble, entregó a Dillon un certificado médico que le permitió cambiar su certificado de nacimiento y lo puso en contacto con el pionero cirujano plástico Harold Gillies.
Con anterioridad, Gillies había reconstruido penes a soldados heridos y había realizado cirugía en personas intersexuales con genitales ambiguos. Estaba dispuesto a realizar una faloplastia, pero no de inmediato. La afluencia constante de soldados heridos de la Segunda Guerra Mundial ya lo mantenía en la sala de operaciones durante todo el día. Mientras tanto, Dillon se matriculó en la escuela de medicina del Trinity College de Dublín con su nuevo nombre legal, Laurence Michael Dillon. Un antiguo tutor suyo persuadió al secretario de Oxford de alterar los registros para mostrar que había estudiado en el colegio masculino Brasenose College lugar de en el femenino St Anne's College, para que su expediente académico no diera lugar a preguntas. Nuevamente se convirtió en un remero distinguido, ahora en el equipo masculino.
Gillies realizó al menos 13 cirugías en Dillon entre 1946 y 1949. Oficialmente diagnosticó a Dillon con hipospadias agudas para ocultar el hecho de que estaba realizando una cirugía de reasignación de sexo . Dillon, todavía estudiante de medicina en el Trinity, culpaba a las heridas de guerra cuando las infecciones le causaron una cojera temporal. En el poco tiempo libre que tenía, le gustaba bailar, pero evitaba entablar relaciones cercanas con las mujeres, por miedo a exponerse y en la creencia de que "no se debería cortejar a una chica si no se le pueden dar hijos". Deliberadamente cultivó una reputación misógina para evitar cualquier apego problemático.

## Self (Yo mismo)y Roberta Cowell
En 1946, Dillon publicó Self: A Study in Ethics and Endocrinology, un libro sobre lo que ahora se llamaría transexualismo, aunque ese término no se introdujo en el idioma inglés hasta 1949, cuando David Oliver Cauldwell introdujo la palabra directamente basada en la acuñación (en alemán) del término "transexualismo" en 1923 de  Magnus Hirschfeld. Dillon describía a las personas con "inversión sexual" como aquellas nacidas con "la perspectiva mental y el temperamento del otro sexo", utilizando a Stephen Gordon en la novela El pozo de la soledad como ejemplo. Dado que esta forma de inversión era innata, una condición  física oculta similar a la intersexualidad, no podía verse afectada por el psicoanálisis y, en cambio, debería tratarse médicamente. "Donde no se puede hacer que la mente se adapte al cuerpo", escribió, "el cuerpo se debe adaptar, dentro de lo posible en todo caso, a la mente".
Self  llamó la atención de Roberta Cowell, que se convertiría en la primera mujer trans británica en recibir cirugía de reasignación de sexo masculino a femenino. Aunque Dillon aún no tenía licencia como médico, él mismo realizó una orquiectomía en Cowell, ya que la ley británica prohibía dicha operación. La vaginoplastia de Cowell fue realizada más tarde por Gillies.

## Vida posterior
Dillon se graduó como médico en 1951 e inicialmente trabajó en un hospital de Dublín. Luego pasó seis años en el mar como cirujano naval de P&O y de la Compañía de navegación China.
Dillon no había revelado su propia historia en Self, pero salió a la luz en 1958 como resultado indirecto de sus antecedentes aristocráticos. Debrett's Peerage, una guía genealógica, le citaba como heredero del título de barón de su hermano, mientras que su competidor Burke's Peerage solo mencionaba a una hermana. Cuando se vio la discrepancia, Dillon dijo a la prensa que era un hombre nacido con una forma severa de hipospadias y que se había sometido a una serie de operaciones para corregir la afección. El editor de Debrett le dijo a la revista Time que Dillon era, sin duda, el siguiente en la línea de sucesión de la baronía: "Siempre he sido de la opinión de que una persona tiene todos los derechos y privilegios del sexo que tenga reconocido en un momento dado".
La atención no deseada de la prensa llevó a Dillon a huir a la India, donde pasó un tiempo con Sangharakshita (Dennis Lingwood) en Kalimpong y con la comunidad budista en Sarnath. Mientras estaba en Sarnath, Dillon decidió ordenarse y se convirtió en Sramanera Jivaka (como el médico del Buda). Debido a que Sangharakshita se negó a permitir la ordenación completa de Jivaka, y otras frustraciones con la gestión de Sangharakshita de Triyana Vardhana Vihara, Jivaka se volvió hacia la rama tibetana del budismo. Fue al Monasterio Rizong en Ladakh. Fue nombrado novicio de la orden Gelukpa, adoptando el nombre de Lobzang Jivaka, y dedicó su tiempo estudiando budismo y escribiendo. A pesar de la barrera del idioma, allí se sentía como en casa, pero se vio obligado a abandonar el lugar al expirar su visa. Tuvo problemas de salud y murió en un hospital en Dalhousie, India, el 15 de mayo de 1962, a los 47 años.
Escribiendo bajo sus dos nombres budistas, Jivaka publicó Growing Up into Buddhism (Cultivando el budismo), un manual sobre la práctica budista para niños y adolescentes británicos, y  A critical study of the Vinaya (Un estudio crítico del Vinaya), que analiza las reglas budistas para la ordenación y la derrota. Ambos libros fueron publicados en 1960. Además, se publicaron dos libros suyos en Londres en 1962: The life of Milarepa (La vida de Milarepa), sobre un famoso yogui tibetano del siglo XI, e Imji Getsul, un relato de la vida en un monasterio budista. 
Tras la muerte de Dillon, su hermano dijo que quería quemar la autobiografía inédita de Dillon, pero el manuscrito fue guardado por el agente literario de Dillon y publicado como Out of the Ordinary (Fuera de lo ordinario) en 2017.

## Obra
- Self: A Study in Endocrinology and Ethics (1946), como Michael Dillon.[3][13]
- The life of Milarepa (La vida de Milarepa) (1962), como Lobzang Jivaka
- Imji Getsul (1962), como Lobzang Jivaka
- Out of the Ordinary:  A life of gender and spiritual transitions (Fuera de lo ordinario: una vida de género y transiciones espirituales) (1962; publicado en 2017) como Michael Dillon / Lobzang Jivaka